# Rentjärnen (Hortlax socken, Norrbotten, 723968-176262)
Rentjärnen är en sjö i Piteå kommun i Norrbotten och ingår i Jävreåns huvudavrinningsområde. Sjön har en area på 0,0279 kvadratkilometer och ligger 44,3 meter över havet.

## Delavrinningsområde
Rentjärnen ingår i det delavrinningsområde (723879-176157) som SMHI kallar för Mynnar i Jävreån. Medelhöjden är 61 meter över havet och ytan är 13,16 kvadratkilometer. Räknas de 6 avrinningsområdena uppströms in blir den ackumulerade arean 48,61 kvadratkilometer. Finnträskån som avvattnar avrinningsområdet har biflödesordning 2, vilket innebär att vattnet flödar genom totalt 2 vattendrag innan det når havet efter 5,6 kilometer. Avrinningsområdet består mestadels av skog (78 procent). Avrinningsområdet har 1,28 kvadratkilometer vattenytor vilket ger det en sjöprocent på 8,2 procent.